# Francisco Gorrissen
Francisco Gorrissen (nacido el 30 de agosto de 1994) es un jugador de rugby argentino que juega actualmente para Vannes. Se formó en el Belgrano Athletic y también fue parte del plantel de Jaguares y de los seleccionados nacionales de Argentina XV y de Los Pumas.

## Trayectoria
Francisco Gorrissen se inició en el rugby en el Belgrano Athletic Club de Buenos Aires.
En 2017  fue convocado para Argentina XV logrando una vasta experiencia allí, y siendo designado capitán del seleccionado para la gira europea 2022. 
Fue llamado en 2019 para la franquicia argentina de Jaguares. participando hasta 2021.
Se convirtió en el Puma N° 870 en 2020, cuando fue convocado para el Selección de rugby de Argentina e hizo su debut en el test match ante Australia del 5 de diciembre de 2020 durante el  Tres Naciones.
Llegó a su actual club Vannes en octubre de 2021 como refuerzo para el resto de la temporada. Continúa jugando allí, siendo nombrado capitán del equipo en 2022. Fue reconfirmado en la capitanía para la temporada 2023-2024, en la cual Vannes ganó el torneo  Pro D2 y ascendió al Top 14.